# Jamie Raskin
Jamin Ben "Jamie" Raskin (13 de dezembro de 1962; Washington, D.C.) é um autor e político estadunidense do Partido Democrata de Maryland.

## Biografia
Raskin nasceu em Washington, D.C. em 13 de dezembro de 1962 em uma família judia. Ele é filho do ativista Marcus Raskin — um ex-assessor do presidente John F. Kennedy no Conselho Nacional de Segurança — e de Barbara Raskin (nascida Bellman), jornalista e romancista.
Atualmente ele mora em Takoma Park, Maryland. 

## Carreira política
Em 19 de abril de 2015, The Baltimore Sun e The Washington Post relataram que Raskin anunciou sua campanha para o Congresso e declarou: "Minha ambição não é estar no centro político, é estar no centro moral."  E ele venceu a concorrida primária democrata entre sete candidatos com 33% dos votos, sendo considerado o candidato mais liberal da disputa.
Durante a eleição geral, Raskin foi endossado por Bernie Sanders. Raskin prevaleceu nas eleições gerais, derrotando o republicano Dan Cox com 60 por cento dos votos.
Como sua primeira ação no Congresso, Raskin e vários outros membros da Câmara dos Representantes se opuseram à eleição de Donald Trump como presidente por causa da interferência russa na eleições. O vice-presidente Joe Biden julgou a objeção fora de ordem porque ela precisava ser apoiada por pelo menos um membro de cada câmara e não tinha apoio no Senado.
No final de junho de 2017, Raskin foi o principal apoiador da legislação para estabelecer uma comissão de "supervisão" no Congresso com autoridade para declarar um presidente "incapacitado" e removido do cargo sob a 25ª Emenda à Constituição dos Estados Unidos.
Em abril de 2018, Raskin, junto com Jared Huffman, Jerry McNerney e Dan Kildee, lançou o Congressional Freethought Caucus. Seus objetivos declarados incluem "promover políticas públicas formadas com base na razão, na ciência e nos valores morais", promovendo a “separação entre Igreja e Estado” e opondo-se à discriminação contra “ateus, agnósticos, humanistas, pessoas religiosas e não religiosas”.
Raskin apoia a proibição da discriminação com base em orientação sexual e identidade de gênero. Em 2019, ele votou a favor da Lei da Igualdade e pediu aos parlamentares que fizessem o mesmo.
Em janeiro de 2021 ele foi um dos três parlamentares democratas, junto com Ted Lieu e David Cicilline, a começar o segundo processo de impeachment de Donald Trump por ter incentivado a invasão do Capitólio. 

## Vida pessoal
Raskin é casado com Sarah Bloom Raskin, que serviu como Comissária de Regulamentação Financeira de Maryland de 2007—2010. Ela atuou como Secretária Adjunta do Tesouro dos Estados Unidos de 19 de março de 2014 a 20 de janeiro de 2017.
Raskin é vegetariano desde 2009. Ele sobreviveu ao câncer de cólon, tendo sido diagnosticado em maio de 2010.  Raskin recebeu seis semanas de quimioterapia e cirurgia para remover parte do cólon.
Seu filho Thomas Bloom cometeu suicídio em 31 de dezembro de 2020 tendo Raskin revelado depois que o fato de ser vegetariano se devia a ele. "Tommy sofreu toda a dor e sofrimento do mundo e por isto se tornou vegetariano. Na época ninguém era e agora toda famíla é", disse.   

## Publicações
Raskin é o autor de We the Students e Overruling Democracy. Raskin é coautor de Youth Justice in America, com Maryam Ahranjani e Andrew G. Ferguson. Em 1994, Raskin e John Bonifaz publicaram o livro The Wealth Primary.